# Port Washington Branch
Il Port Washington Branch è una linea ferroviaria statunitense che collega Woodside e Port Washington, servendo il borough newyorkese del Queens e diverse località del comune di North Hempstead nella contea di Nassau. È di proprietà ed è gestita dalla Long Island Rail Road (LIRR), una delle agenzie della Metropolitan Transportation Authority (MTA).

## Percorso
| Unknown route-map component "tdCONTg" |

| Unknown route-map component "CONTgq" | Unknown route-map component "ABZg+r" + Unknown route-map component "PORTALg" |  |

| Unknown route-map component "YRD" |

|  | Unknown route-map component "ABZgl" | Unknown route-map component "CONTfq" |

| Unknown route-map component "ACC" |

| Unknown route-map component "STRc2" | Unknown route-map component "ABZg3" + Unknown route-map component "eHST" |  |

| Unknown route-map component "CONT1" | Unknown route-map component "STR+c4" |  |

| Unknown route-map component "eHST" |

| Unknown route-map component "eHST" |

| Unknown route-map component "eHST" |

| Station on track |

|  | Unknown route-map component "eABZgl" | Unknown route-map component "exCONTfq" |

| Unknown route-map component "ACC" |

| Unknown route-map component "HSTACC" |

| Unknown route-map component "HSTACC" |

| Unknown route-map component "HSTACC" |

| Unknown route-map component "HSTACC" |

| Unknown route-map component "HSTACC" |

| Unknown route-map component "HSTACC" |

| Unknown route-map component "ACC" |

| Unknown route-map component "hKRZWae" |

| Unknown route-map component "HSTACC" |

| Unknown route-map component "HSTACC" |

| Unknown route-map component "dSTR+l" | Unknown route-map component "ABZgr" | Unknown route-map component "d" |

| Unknown route-map component "dYRDa" | Unknown route-map component "KACCe" | Unknown route-map component "d" |